# Нептун-Сіті (Нью-Джерсі)
Нептун-Сіті (англ. Neptune City) — місто (англ. borough) в США, в окрузі Монмаут штату Нью-Джерсі. Населення — 4626 осіб (2020).

## Географія
Нептун-Сіті розташований за координатами 40°12′1″ пн. ш. 74°2′1″ зх. д. / 40.20028° пн. ш. 74.03361° зх. д. (40.200211, -74.033620).  За даними Бюро перепису населення США в 2010 році місто мало площу 2,47 км², уся площа — суходіл. В 2017 році площа становила 2,32 км², з яких 2,32 км² — суходіл та 0,00 км² — водойми.

## Демографія
Згідно з переписом 2010 року, у селищі мешкало 4869 осіб у 2133 домогосподарствах у складі 1220 родин. Було 2312 помешкання
Расовий склад населення:
| - 78,0 % — білих - 10,6 % — чорних або афроамериканців - 4,5 % — азіатів - 0,2 % — корінних американців - 3,9 % — осіб інших рас |

До двох чи більше рас належало 2,8 %. Частка іспаномовних становила 10,1 % від усіх жителів.
За віковим діапазоном населення розподілялося таким чином: 18,4 % — особи молодші 18 років, 66,3 % — особи у віці 18—64 років, 15,3 % — особи у віці 65 років та старші. Медіана віку мешканця становила 43,1 року. На 100 осіб жіночої статі у селищі припадало 89,5 чоловіків;  на 100 жінок у віці від 18 років та старших — 86,9 чоловіків також старших 18 років.
Середній дохід на одне домашнє господарство  становив 72 206 доларів США (медіана — 55 728), а середній дохід на одну сім'ю — 78 038 доларів (медіана — 67 679). Медіана доходів становила 60 056 доларів для чоловіків та 52 794 долари для жінок. За межею бідності перебувало 14,8 % осіб, у тому числі 27,2 % дітей у віці до 18 років та 2,6 % осіб у віці 65 років та старших.
Цивільне працевлаштоване населення становило 2238 осіб. Основні галузі зайнятості: освіта, охорона здоров'я та соціальна допомога — 36,3 %, роздрібна торгівля — 12,0 %, мистецтво, розваги та відпочинок — 7,9 %, виробництво — 7,6 %.

## Відомі люди
- Джек Ніколсон (*1937) — американський кіноактор, режисер, продюсер, сценарист.
- Денні ДеВіто (*1944) — американський кіно- та телеактор.